# Есауловы
Есауловы (Ясауловы) — дворянский род.
Определением Правительствующего Сената (23 августа 1849), Михаил Егорович Есаулов признан в потомственном дворянском достоинстве, со внесением во вторую часть дворянской родословной книги, по личным заслугам своего деда — сотника Хоперского казачьего полка Василия Есаулова, вступившего в службу из казачьих детей персидского происхождения (1797), и внесённого во вторую часть дворянской родословной книги, с сыном Егором, постановлением Астраханского депутатского собрания (07 декабря 1816), утверждённого определением Правительствующего Сената (02 ноября 1848).

## История рода
Стрелецкий голова Есаулов Никифор воевода Гдова (1669-1672). Мария Есаулова комнатная девушка царицы Марфы Алексеевны (1687).

## Описание герба
В золотом щите стоящий червлёный леопардовый лев, обращённый вправо, с серебряными глазами и языком. Правая его лапа поднята. В лазуревой главе щита, золотая древняя царская корона, под ней накрест две золотые шашки остриями вверх.
На щите дворянский коронованный шлем. Нашлемник: накрест шестопер и булава, за ними золотой бунчук с червлёным конским хвостом. Намёт на щите червлёный, подложенный золотом. Девиз: «ПРАВДОЮ И СЛУЖБОЮ» червлёными буквами на золотой ленте.